# Albert von Mutius (General)
Louis Hugo Max Albert von Mutius (* 12. September 1862 in Gellenau, Landkreis Glatz, Provinz Schlesien; † 15. Juli 1937 in Bunzlau, Provinz Niederschlesien) war ein preußischer Generalleutnant im Ersten Weltkrieg.

## Leben

### Herkunft
Albert war der Großneffe des preußischen Generals der Kavallerie Louis von Mutius. Seine Eltern waren der Landesälteste und Rittmeister a. D. Hans Franz Adolf Sigismund von Mutius (1825–1883) und dessen Ehefrau Eleonore Emilie Gerta, geborene von Bethmann-Hollweg (1831–1896). Er hatte sieben Geschwister, darunter Generalmajor Maximilian von Mutius und den Diplomaten Gerhard von Mutius.

### Militärkarriere
Mutius trat am 30. März 1882 als Fahnenjunker in das 1. Schlesische Dragoner-Regiment Nr. 4 der Preußischen Armee ein und wurde dort am 13. Februar 1883 zum Sekondeleutnant befördert. Vom 6. März 1908 bis 21. März 1910 kommandierte er das Regiment Königs-Jäger zu Pferde Nr. 1.
Während des Großteils seiner Laufbahn war er im Generalstab tätig. Als Chef des Generalstabs des XIII. (Königlich Württembergisches) Armee-Korps wurde er am 22. April 1912 zum Oberst befördert und mit dem Ehrenkreuz des Ordens der Württembergischen Krone (WK2c) sowie dem Kommenturkreuz II. Klasse des Friedrichs-Ordens (WF2b) ausgezeichnet. Am 1. Oktober 1913 wurde er Kommandeur der 44. Kavallerie-Brigade in Gleiwitz, die im Folgejahr mit der Mobilisierung anlässlich des Ersten Weltkrieges aufgelöst wurde. Am 3. August wurde Mutius zum Kommandeur der 23. Landwehr-Brigade im Landwehrkorps ernannt. Mit diesem zog er bis zur Weichsel. Bereits am 1. September 1914 wurde Mutius zum Chef des Generalstabes des neu gegründeten XXIV. Reserve-Korps ernannt. Dieses kämpfte bis November im Westen, danach im Osten.
Mutius wurde am 24. Dezember 1914 zum Generalmajor befördert und für sein Wirken mit beiden Klassen des Eisernen Kreuzes sowie Anfang Juni 1915 mit dem Roten Adlerorden II. Klasse mit Eichenlaub und Schwertern ausgezeichnet. Am 22. Juli 1915 wurde er zum Kommandeur der 4. Garde-Infanterie-Brigade ernannt. Nachdem er sich als Führer der Infanterie bewährt hatte, wurde er wieder Führer der Kavallerie. Das Kommando der 38. Kavallerie-Brigade hatte er inne, bevor er am 9. September Kommandeur der 9. Kavallerie-Division wurde und am 11. Oktober 1916 das Kommando der 7. Kavallerie-Division erhielt. Sie bildete zusammen mit der 6. Kavallerie-Division das „Kavalleriekorps Schmettow“ welches wiederum zur 9. Armee gehörte.
Am 15. April 1917 wurde er zum Kommandeur der zu der Zeit in der Siegfriedstellung liegenden 17. Reserve-Division ernannt. Für die Erstürmung Messines und Wytschaetes im April 1918 durch seine Division, welche die Grundlage zur Einnahme des Kemmels als Teil der Vierten Flandernschlacht legte, wurde Mutius mit dem Komturkreuz des Königlichen Hausordens von Hohenzollern mit Schwertern ausgezeichnet. Nach der Schlacht bei Soissons und Reims wurde er am 15. Juli 1918 zum Generalleutnant befördert. In Anerkennung seiner im August gezeigten Leistungen während der Abwehrschlacht schlug ihn sein Kommandierender General, Theodor von Watter (Generalkommando der Gruppe Caudry), zum Orden Pour le Mérite vor – welcher ihm am 4. September 1918 verliehen wurde. Nachdem er seine Division in die Heimat zurückgeführt hatte und diese dort demobilisiert worden war, stellte man Mutius am 10. Januar 1919 zur Disposition. Er war Ehrenritter des Johanniterordens.

### Familie
Multius hatte sich am 3. Oktober 1903 in Klein-Mantel mit Ingeborg von Saldern (1880–1945), Tochter des Werner von Saldern und der Elisabeth von Gerlach, verheiratet. Aus der Ehe gingen folgende Kinder hervor:
- Werner Karl Hans (1904–1940), Hauptmann der Wehrmacht
- Hildegard Luise Marie Anna (1906–1976)
- Franz-Joseph Berndt Aschwin Theodor (1909–1977), Flottenadmiral der Bundesmarine
- Olga Margarete Elisabeth Gerta (1912–2014), Politologin und Theologin
- Sigismund Leopold Albrecht (1915–1985), Theologe
- Charlotte Armgard Gisela Eleonore (* 1921)

Der Jurist Albert von Mutius ist sein Enkel.

## Auszeichnungen
- Kronenorden III. Klasse[3]
- Ritterkreuz des Ordens Berthold des Ersten[3]
- Ritterkreuz I. Klasse des Ordens vom Zähringer Löwen[3]
- Ritterkreuz II. Klasse des Hausordens vom Weißen Falken[3]
- Lübeckisches Hanseatenkreuz am 2. Juni 1917[5]